# Fliegerhorst Havelte
De voormalige Fliegerhorst Havelte was een door de Duitse Wehrmacht in de Tweede Wereldoorlog aangelegd vliegveld bij Havelte in de provincie Drenthe. De aanleg van Fliegerhorst Havelte viel onder de verantwoordelijkheid van de Organisation Todt. De bezetting van het vliegveld bestond uit tussen de 150 en 700 man Luftwaffe-personeel. Ze varieerde vanwege de af- of aanwezigheid van mobiele Luftwaffe- en Flak-eenheden. Er is van het veld weinig meer terug te vinden, de natuur heeft het gebied weer ingenomen. Wel zijn er in de omgeving diverse bomkraters te vinden, deze vormen nu vennetjes. De voormalige startbaan bij Darp, nu begroeid met bomen en struiken, is echter nog goed herkenbaar op lucht- en satellietfoto’s.
Op het veld waren de volgende eenheden gelegerd:
- Fliegerhorst Kommandatur Einsatzhafen Kampf und Zerstörerverbände 29/VI (mei 1942 – mei 1944)
- Fliegerhorst Kommandantur Einsatzhafen Verlegbar 235/Luftgau Hannover (aug 1944 – mrt 1945)
- II gruppe/NachtJagdGeschwader 1 (4e, 6e en 7e staffel/NJG 1 mei 1942 - feb 1945)
- NachtSchlachtGRuppe 20 (mrt 1945)
- Flak Abteilung 552 en Leichte Flak Abteilung 845 (Verlegbar) onder Flakregiment 111/Flakgruppe Amsterdam.

## Geschiedenis
In oktober 1942 werd van Duitse zijde besloten tot de aanleg van Fliegerhorst Havelte. Vanwege de toename van geallieerde luchtaanvallen op de Duitse industie en steden was naast de vliegvelden Schiphol, Leeuwarden en Twente dringend een vierde veld nodig voor de Nachtjagd. Omdat Havelte t.o.v. de drie andere velden gunstig lag werd dit als nieuwe locatie gekozen.
In november 1942 werd landgoed Overcinge door Bauleitung Steenwijk gevorderd en begon men in het geheim met de aanleg van het vliegveld. Het dorpje Darp werd geheel gesloopt en op de huidige locatie herbouwd.
Vanaf 1943 werden er enkele duizenden Nederlandse arbeiders gedwongen tewerkgesteld, aangevuld met Duitse arbeiders van de Reichsarbeitsdienst (RAD). Zij werden op en rond het terrein in drie barakkenkampen ondergebracht: aan De Wal langs de Helomaweg, bij De Doeze langs de Hunebeddenweg en bij de Konijnenbergen. Het kamp aan de Hunebeddenweg werd ook wel het Jodenkamp genoemd, omdat er hier vanaf maart 1944 ook ongeveer 500 gemengd-gehuwde Joodse mannen werden ondergebracht. Vanaf begin 1944 werden ook de omliggende gemeenten verplicht arbeiders te leveren. De Drentse Hoofdvaart werd gebruikt om schepen met bakstenen voor de start- en taxibanen en ander bouwmateriaal aan te voeren en er werd ook een smalspoorlijn voor onderdelenvervoer aangelegd. Op het hoogtepunt van de bouw werd in juli 1944 in totaal door circa 3.000 Nederlandse dwangarbeiders aan het vliegveld gewerkt. Eind 1943 kwam Startbahn I gereed; deze was 1.400 meter lang en 80 meter breed en werd aanvankelijk Nachtlandeplatz Steenwijk genoemd. Het veld werd veranderd in een goed uitgeruste Fliegerhorst Havelte voor het gedurende langere tijd ondersteunen van alle soorten luchtoperaties.
Naarmate de werkzaamheden vorderden kwam het vliegveld vaker in beeld bij de geallieerde inlichtingendiensten en werd het een gelegenheidsdoelwit voor het afwerpen van bommen als bommenwerpers hun geplande missie elders niet konden uitvoeren.

## Gebeurtenissen in chronologische volgorde[5][6]
In januari 1944 landden de eerste Duitse jachtvliegtuigen op het veld om bij te tanken en voor kleine reparaties.
In februari 1944 was het veld volledig in gebruik als flugplatz, uitwijk en noodlandingsveld maar er waren nog geen onderdelen permanent gelegerd.
In april 1944 werd een arbeiders barakkenkamp onder vuur genomen door Amerikaanse jachtvliegtuigen.
In mei 1944 werd een Amerikaanse B-17 Flying Fortress boven Havelte door flak neergeschoten. Het toestel kwam naast het dorp omlaag en explodeerde; er waren geen overlevenden.
In juni 1944 werd het veld gebruikt door de 7e staffel / NachtJagdGeschwader 1.
In juli 1944 verplaatste de Luftwaffe uit voorzorg 13 Messerschmitt Bf 110’s van de 2e gruppe/NJG 1 vanuit Eelde naar Havelte. Het werd de geallieerden al snel duidelijk dat de Fliegerhorst Havelte volledig in gebruik was.
Op 15 augustus 1944 vond in de regio een groot luchtgevecht plaats. Terugkerende Liberators van de US 466th Bomb Group met hun escorte werden door 20 Messerschmitt Bf 109’s van de 3e gruppe/JG53 en de 2e gruppe/JG5 onderschept en aangevallen. Hierbij gingen volgens de Amerikaanse en Duitse berichtgeving 4 B-24 Liberator's, 2 P-38 Lightning's en 5 Bf 109’s verloren.
- B-24H "No Feathered Engines", in de lucht ontploft.
- B-24H "Lady Lightning", neergestort bij Nijetrijne.
- B-24H "True Love", in de lucht ontploft. Resten neergekomen in de Verlaatse polder ten zuiden van Zuidveen.
- B-24H "Ramblin’ Wreck I", neergestort in Gelderingen.
- P-38 J15 / 434th Fighter squadron, door Flak geraakt en neergestort bij Uffelte.

Volgens het Duitse rapport werden nog twee Lightnings in brand geschoten waarvan een bij Zuidwolde neergestort is.
- Bf 109 6e gruppe/JG 5 bij de landing op Havelte gecrasht.
- Bf 109 afgeschoten en neergestort in Nijensleek.
- Bf 109 afgeschoten bij Doldersum/Bosschoord
- Bf 109 afgeschoten en neergestort tussen Diever en Dwingeloo.
- Bf 109 gecrasht op het Oosteinde te Ruinerwold.
- Bf 109 afgeschoten en neergestort in Benderse bij Ruinen.

Eind augustus 1944 werd de MAST (Munition Ausgabe Stelle) Friesland operationeel; het munitiedepot voor het vliegveld op landgoed de Eese.
Gedurende de periode 26 aug 1944 - 11 sept 1944 was de 4e gruppe/NJG 1 met Bf 110’s onder Oberleutnant F.Lau op Havelte gelegerd.
Gedurende de periode 1 sept 1944 – 17 september 1944 was de 6e gruppe/NJG 1 met Bf 110’s onder Oberleutnant J.Hager op Havelte gelegerd.
In september 1944 werd Fliegerhorst Havelte zwaar getroffen. In de nacht van 4 op 5 sept vond een luchtaanval met 14 De Havilland Mosquito’s plaats; in de nacht van 16 op 17 sept gevolgd door een aanval met 10 Avro Lancaster's met brisantbommen. In totaal vielen in die periode 282 Britse toestellen de vier vliegvelden Havelte, Leeuwarden, Hopsten en Salzbergen aan. Dit gebeurde in verband met de Operatie Market Garden. De start- en landingsbaan van Havelte werd vernield maar was binnen een maand weer operationeel.
Op 12 oktober 1944 maakte een Messerschmitt Me 262 met Oberleutnant P.Bley van 1/Kommando Nowotny een noodlanding op Havelte.
In januari en februari 1945 werd het veld nog in noordelijke richting aangepast met een Rollfeld vanwaar ook Me 262 straaljagers konden worden ingezet.
Begin maart 1945 werd de Fliegerhorst gebruikt door 15 Junkers Ju 88 van de 3e gruppe/NJG 4 als onderdeel van operatie Gisela, waarbij terugkerende Britse bommenwerpers op hun retourvlucht tot op de Noordzee werden achtervolgd. Duitse verliezen: 4 Ju 88’s vernietigd, 4 Ju 88’s beschadigd, 1 Ju 88 gecrasht op de rolbaan.
Op 23 maart 1945 werd Havelte aangevallen door 14 Hawker Typhoon's van RAF 197th en 266th Squadron die er schade aanrichtten.
Op 24 maart 1945 bij operatie Varsity, bombardeerden B-17G’s van US 95th,100th en 390th Bomb Groups (Heavy) het veld met brisantbommen. De startbaan werd volledig verwoest en het westelijk deel van het vliegveld zwaar beschadigd. Het vliegveld was daardoor voorgoed uitgeschakeld en de tijdelijk gelegerde Nachtschlachtgruppe 20 (NSGR.20) vliegend met Focke-Wulf Fw 190's trok zich terug naar Eelde.
Op 2 april 1945 werd een Supermarine Spitfire IX van RAF 345th Squadron boven Havelte neergeschoten. Vlieger Flt R.M.F. Picot de Moras d’Aligny overleefde dit niet.
Tijdens operatie Amherst op 7 en 8 april 1945 verkenden neergelaten Franse parachutisten het vliegveld en vonden geen aanleiding om het aan te vallen.
Medio april 1945 werden diverse objecten, bunkers en gebouwen op het vliegveld en de Munitions Ausgabe STelle Friesland op landgoed de Eese door terugtrekkende Duitsers opgeblazen.
Op 13 april 1945 werden de plaatsen Steenwijk en Havelte door Canadese troepen bevrijd.
Onontplofte bommen in het gebied worden nog tot op heden (2021) gevonden en door de EOD verwijderd of tot ontploffing gebracht.

## Foto's

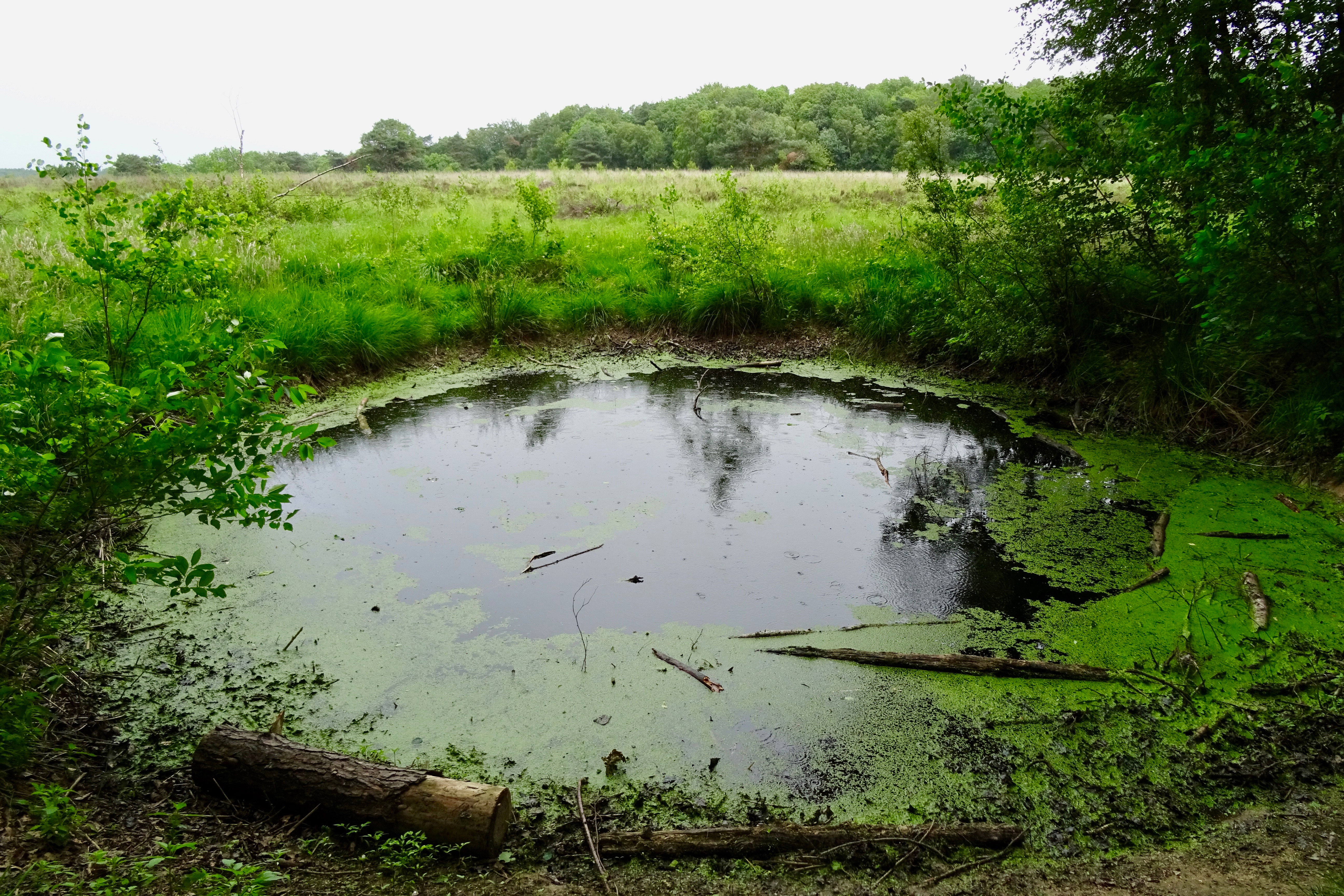
Bomkrater bij Havelte
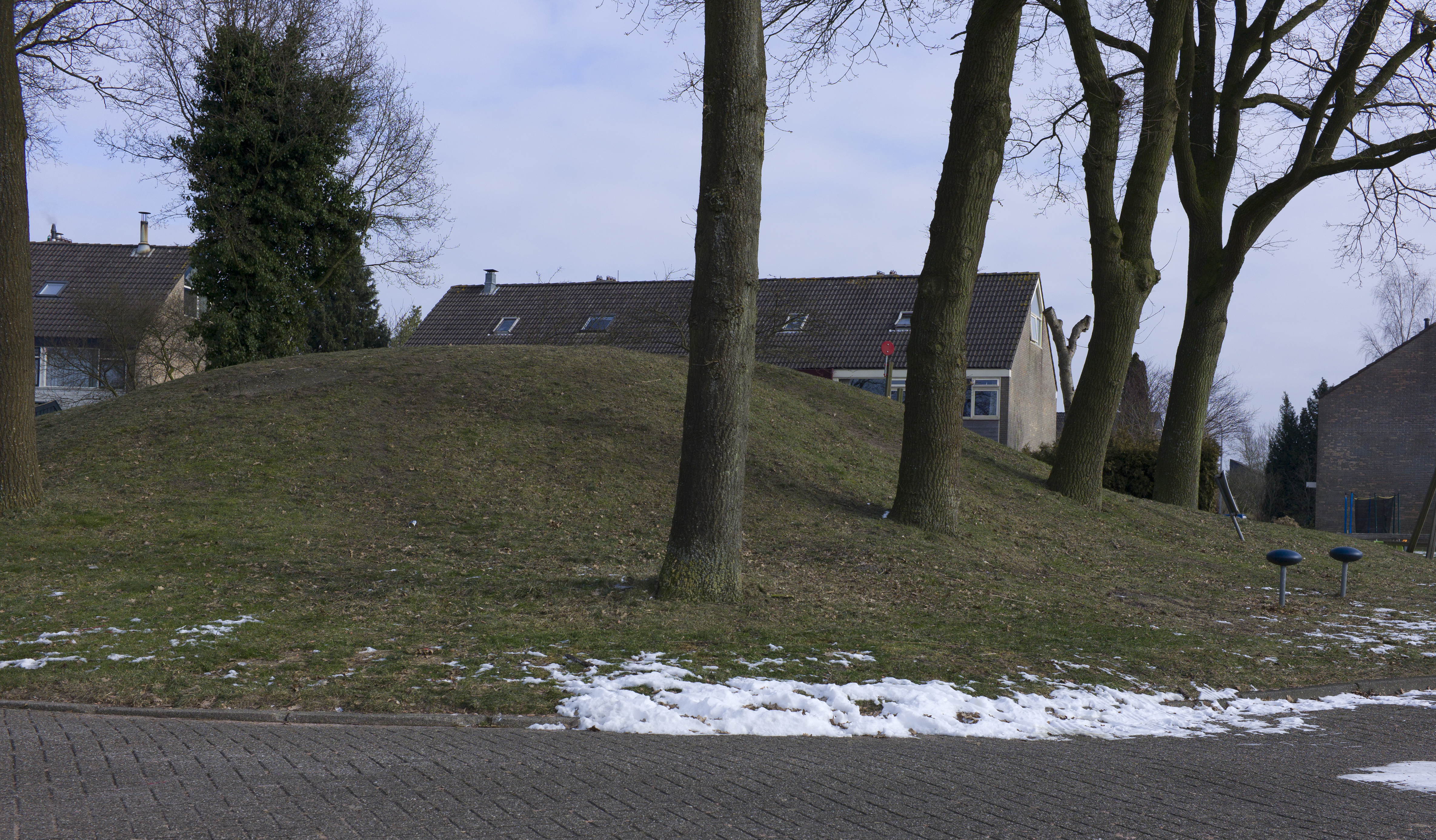
Kazemat in Havelte
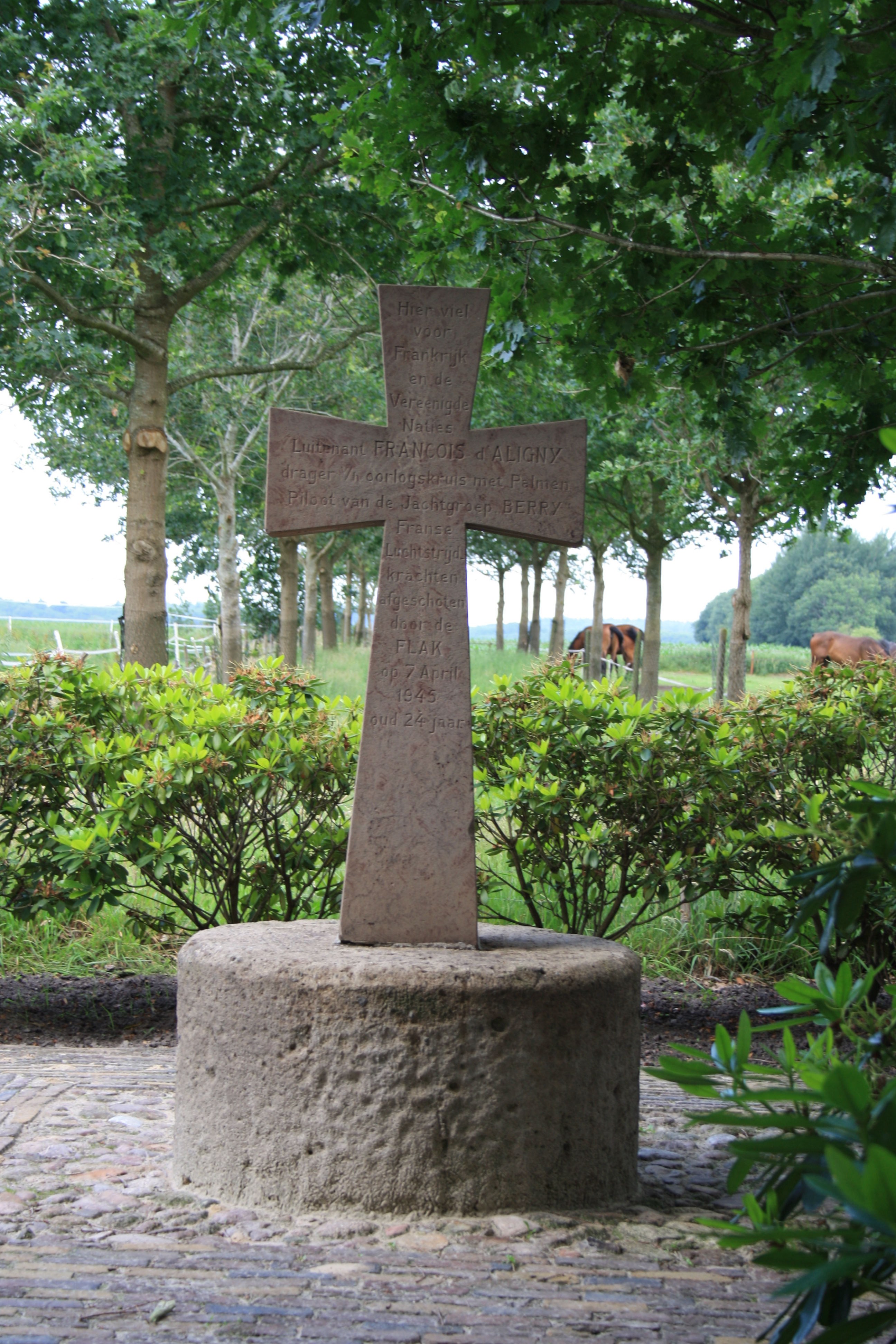
Monument voor een omgekomen Franse piloot die het vliegveld aanviel